# Maffiabröder
Maffiabröder (originaltitel: Goodfellas) är en amerikansk biografisk gangsterfilm från 1990, regisserad av Martin Scorsese och skriven av honom och Nicholas Pileggi. Filmen skildrar gangstern Henry Hills liv, från att han som ung börjar arbeta för Lucchese-maffian till att han tvingas bli informatör för FBI. Genom samarbete med kriminella som Jimmy Conway och Tommy DeVito klättrar Henry inom maffian, men hans liv präglas av våld, otrohet och drogmissbruk. Filmens roller spelas av bland andra Robert De Niro, Ray Liotta, Joe Pesci, Lorraine Bracco och Paul Sorvino.
Produktionen av Maffiabröder inleddes med att Martin Scorsese blev inspirerad av Nicholas Pileggis bok Falskspel: Livet i en maffiafamilj, som skildrade gangstern Henry Hills liv. Scorsese och Pileggi tog flera år att utveckla manuset, fokuserade på nyckelscener från boken och använde innovativa berättartekniker inspirerade av franska nya vågen. Autenticitet genomsyrade hela produktionen, från tidstypiska kläder och realistiska inspelningsplatser i New York och New Jersey, till roller som inkluderade riktiga maffiamedlemmar. Filmens realism förstärktes av Michael Ballhaus dynamiska kameraarbete och Thelma Schoonmakers intensiva klippning. Trots negativa testvisningar genomfördes endast små ändringar på filmens innehåll, då Scorsese stod fast vid sin vision.
Maffiabröder blev en publik- och kritikersuccé i USA, trots en medelstor budget, och drog in över 46 miljoner dollar. Recensenter hyllade filmen för dess intensiva berättarstil, tekniska briljans, Scorseses regi och starka skådespelarprestationer, men filmen kritiserades även för dess struktur samt brist på moraliska insikter och sympatiska rollfigurer. Filmen fick sex Oscarsnomineringar vid Oscarsgalan 1991. Joe Pesci vann en Oscar för bästa manliga biroll. Under åren efter filmens premiär har den konsekvent hyllats som en av de bästa gangsterfilmerna genom tiderna och har rankats högt på listor över världens bästa filmer. Filmen valdes ut för att bevaras i National Film Registry och har inspirerat populärkulturella verk såsom tv-serien Sopranos.

## Handling
Filmen börjar med att Henry Hill kör en bil sent på natten tillsammans med James "Jimmy" Conway och Tommy DeVito. De hör ett dunkande från bagageutrymmet, där de hittar Billy Batts, som är svårt misshandlad men fortfarande vid liv. Tommy hugger honom med en kniv och Jimmy skjuter honom. Henry smäller igen bagageluckan och en berättarröst (Henry) säger: "Så långt tillbaka jag kan minnas har jag alltid velat bli gangster."
Som ung växer Henry upp i ett italiensk-amerikanskt kvarter i East New York, Brooklyn, där han idoliserar den styrande maffiafamiljen Lucchese. Han hoppar av skolan 1955 och arbetar för maffiabossen (capo) Paul "Paulie" Cicero och hans närmaste medarbetare Jimmy Conway. När Henry grips av polisen efter en cigarettstöld håller han tyst under sin rättegång, något som ger honom respekt i maffian.
Berättelsen hoppar framåt i tiden till år 1963, när Henry begår större brott tillsammans med Jimmy och Tommy. De stjäl bilar och stora värdetransporter och lever ett lyxliv på nattklubbar som Copacabana och Bamboo Lounge. År 1967 genomför de ett stort rån mot Air France och stjäl närmare en halv miljon dollar. Trots deras framgångar vet både Henry och Jimmy att deras halvirländska bakgrunder hindrar dem från att bli "invalda" i maffians innersta krets. Tommy blir allt mer oberäknelig och våldsam, och efter en meningsskiljaktighet skjuter han ihjäl den unge bartendern Spider.
Henry träffar Karen Friedman, en stark och självständig kvinna. Hon dras till hans charm och pengar, trots att hon vet att han är kriminell. De gifter sig och får två barn, men äktenskapet blir stormigt. När Karen upptäcker Henrys otrohet med älskarinnan Janice Rossi, hotar hon honom med en pistol. Paulie ingriper för att rädda situationen. En avgörande händelse sker 1970 när Tommy, efter att ha blivit förolämpad, dödar Billy Batts. Det är ett allvarligt misstag, då Batts är invald i den mäktiga maffiafamiljen Gambino. Henry, Jimmy och Tommy begraver kroppen i Upstate New York, men de tvingas senare gräva upp den när marken säljs. Händelsen ökar trycket och rädslan för vedergällning.
Efter att ha utpressat en kortspelare i Florida grips Henry och Jimmy och döms till fängelse. Under sin fängelsetid börjar Henry smuggla och sälja droger. När han släpps efter fyra år återupptar han drogverksamheten, trots Paulies varningar. Under 1978 planerar Jimmy den ökända kuppen mot Lufthansa på JFK-flygplatsen. De stjäl över sex miljoner dollar, ett av de största rånen i USA:s historia. Men efteråt börjar Jimmy mörda sina medhjälpare av rädsla för att bli förrådd. Paranoian ökar och våldet trappas upp. Tommy, som tror att han ska bli invald i maffian, blir istället mördad som hämnd för Batts död. Henry och Jimmy tar förlusten hårt.
I maj 1980 är Henrys liv i fritt fall. Han är paranoid, kokainberoende och pressad från flera håll. Samtidigt försöker han leverera droger, ta hand om sin sjuke bror Michael och hantera sin älskarinna Sandy. När han försöker fly med barnflickan Lois blir han arresterad av narkotikapolisen, som har övervakat honom länge. Hemma förstör Karen det sista kokainet för att inte bli fast. Paret står utan pengar och trygghet, och både Paulie och Jimmy tar avstånd från Henry. När Jimmy ber honom utföra ett misstänkt morduppdrag, förstår Henry att han troligen kommer att bli mördad. För att rädda sig själv och sin familj vänder sig Henry till FBI. Han vittnar mot sina tidigare vänner, inklusive Paulie och Jimmy, i en rättegång. I utbyte går han med i vittnesskyddsprogrammet och försvinner från det gangsterliv han alltid älskat.
Filmen avslutas med en summering av vad som hände efteråt. Henry greps för narkotikabrott 1987 men slapp fängelse. Han och Karen separerade och hon fick vårdnaden om barnen. Paulie dog i fängelse 1988 och Jimmy sitter på livstid.

## Rollista i urval
Följande skådespelare medverkar i filmen:
- Robert De Niro – James "Jimmy" Conway
- Ray Liotta – Henry Hill
  - Christopher Serrone – Henry som ung
- Joe Pesci – Tommy DeVito
  - Joseph D'Onofrio – Tommy som ung
- Lorraine Bracco – Karen Hill (Friedman)
- Paul Sorvino – Paul "Paulie" Cicero
- Frank Sivero – Frankie Carbone
- Tony Darrow – Sonny Bunz
- Mike Starr – Frenchy
- Frank Vincent – Billy Batts
- Chuck Low – Morris Kessler
- Frank DiLeo – Tuddy Cicero
- Henny Youngman – Sig själv
- Gina Mastrogiacomo – Janice Rossi
- Catherine Scorsese – Tommys mamma
- Charles Scorsese – Vinnie
- Suzanne Shepard – Karens mamma
- Debi Mazar – Sandy
- Margo Winkler – Belle Kessler
- Welker White – Lois Byrd
- Jerry Vale – Sig själv
- Julie Garfield – Mickey Conway
- Elaine Kagan – Henrys mamma
- Beau Starr – Henrys pappa
- Kevin Corrigan – Michael "Mike" Hill
- Michael Imperioli – Spider
- Robbie Vinton – Bobby Vinton
- John Williams – Johnny Roastbeef
- Illeana Douglas – Rosie
- Frank Pellegrino – Johnny Dio
- Tony Sirico – Tony Stacks
- Samuel L. Jackson – Stacks Edwards
- Paul Herman – Handlare
- Peter Onorati – Kortspelare från Florida
- Edward McDonald – Sig själv
- Louis Eppolito – Fat Andy
- Tony Lip – Frankie the Wop
- Anthony Powers – Jimmy Two Times
- Vinny Pastore – Man med klädhängare
- Tobin Bell – Patrullerande polis
- Isiah Whitlock Jr. – Doktor
- Richard "Bo" Dietl – Narkotikapolis
- Ed Deacy – Detektiv Deacy
- Victor Colicchio – Henrys hantlangare
- Vincent Gallo – Henrys hantlangare
- Joseph Bono – Mikey Franzese
- Katherine Wallach – Diane
- Bob Golub – Lastbilschaufför

## Produktion

### Bakgrund

#### Falskspel: livet i en maffiafamilj

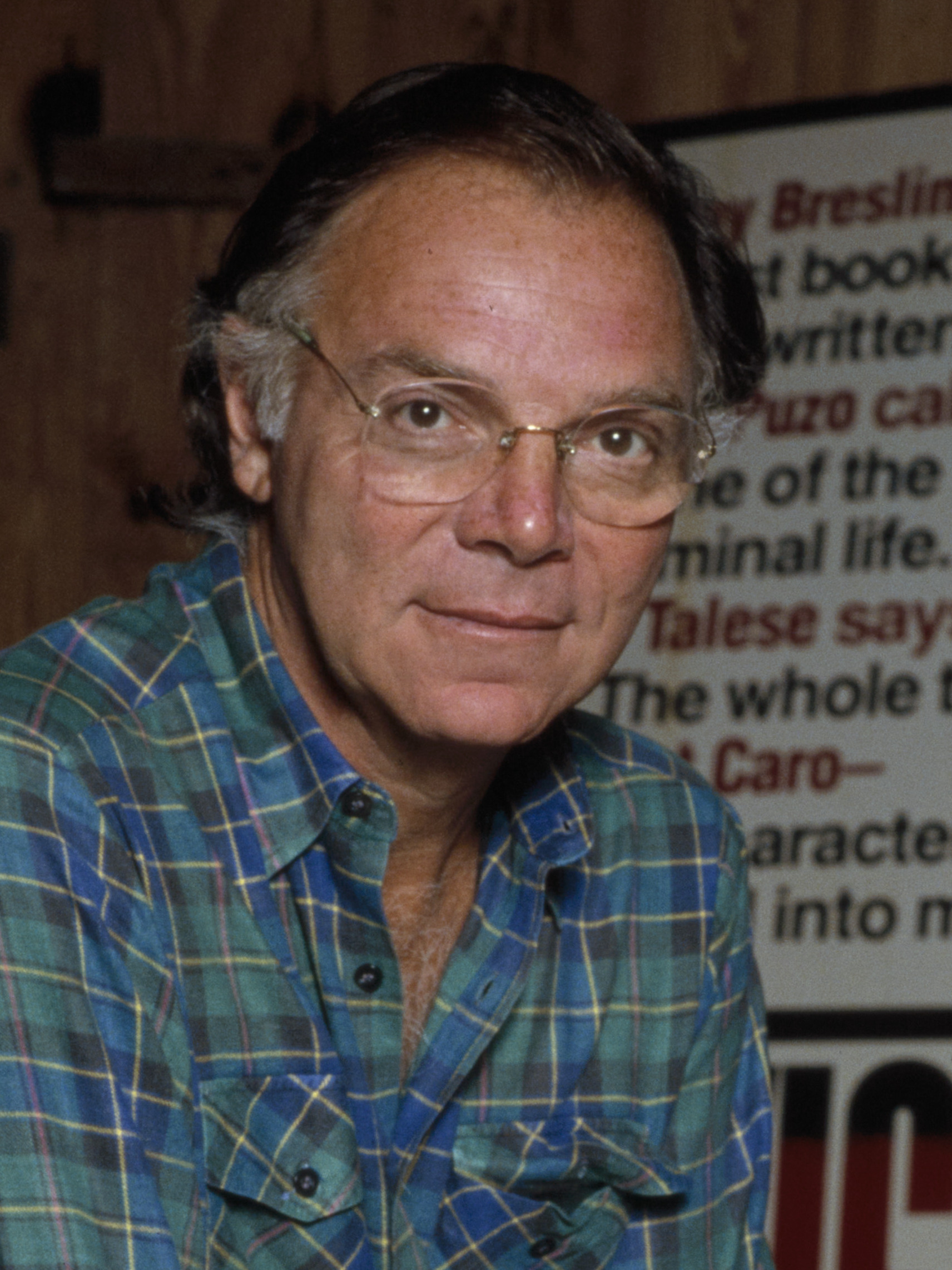
Författaren Nicholas Pileggi (1986).

Maffiabröder (originaltitel: Goodfellas) baseras på författaren Nicholas Pileggis fackbok Falskspel: livet i en maffiafamilj (originaltitel: Wiseguy: Life in a Mafia Family) från 1985, som skildrar gangsterlivet i New York. Boken följer Henry Hill, som var aktiv i den kriminella världen mellan 1955 och 1980, då han började samarbeta med myndigheterna för att undvika 25 års fängelse för narkotikabrott. Hill arbetade nära capon Paul Vario samt med James Burke och Thomas DeSimone från Lucchese-familjen i Brooklyn. De var inblandade i flera uppmärksammade rån, bland annat Air France-rånet 1967 (420 000 dollar) och Lufthansa-rånet 1978, där 5,875 miljoner dollar stals – vilket blev dåtidens största kontantkupp i USA. Lufthansa-kuppen planerades av Burke efter att Hill fått insiderinformation, men Hill deltog inte i själva rånet. I slutet av 1970-talet försvann DeSimone under mystiska omständigheter, och Hill blev alkoholist och kokainmissbrukare. Vario bröt kontakt med honom, och Burke planerade att mörda Hill av rädsla för att bli avslöjad. År 1980 greps Hill för narkotikabrott och blev informatör. Hans vittnesmål ledde till 50 fällande domar. Han och familjen gick med i vittnesskyddsprogrammet och flyttade till en hemlig plats. Burke dömdes till fängelse för spel och mord, och dog 1996. Vario fick 14 års fängelse och dog 1988. Hill inledde kontakt med Pileggi 1981 via Hills advokat och bokförlaget Simon & Schuster. Under två år intervjuade Pileggi honom regelbundet, oftast under falsk identitet. Hill dog 2012 av hjärtkomplikationer.

#### Produktionsstart
I januari 1986 publicerades ett utdrag ur Falskspel i New York Magazine. Samtidigt befann sig filmregissören Martin Scorsese i Chicago för att spela in The Color of Money – revanschen (1986). Hans fru och producent, Barbara De Fina, läste artikeln och tipsade honom om den. När Scorsese senare läste texten blev han fascinerad av den autentiska skildringen av gangstervärlden. Boken påminde honom om hans egen uppväxt i Little Italy i New York. Han lockades särskilt av de dokumentära inslagen, som beskrev maffians vardag och struktur. Scorsese mindes hur han som barn såg upp till äldre män i området som utstrålade makt utan att säga mycket, vilket var en erfarenhet som gav honom en personlig koppling till ämnet. Denna bakgrund hjälpte honom att skapa den realistiska tonen i Maffiabröder.
Efter att ha läst boken ville Scorsese kontakta författaren Nicholas Pileggi för att köpa filmrättigheterna. Pileggi trodde först att det var ett skämt, men när hans fru, manusförfattaren Nora Ephron, bekräftade att det verkligen var Scorsese som ringt, ringde han tillbaka. Scorsese ska då ha sagt: "Jag har väntat på den här boken hela mitt liv", varpå Pileggi svarade: "Och jag har väntat på det här samtalet hela mitt liv." Samtidigt befann sig producenten Irwin Winkler i Paris, med vilken Scorsese hade samarbetat med i filmerna New York, New York (1977) och Tjuren från Bronx (1980). Han läste samma utdrag i New York Magazine och såg filmens potential. Med hjälp av agenten Michael Ovitz köpte Winkler rättigheterna till boken. Ovitz ville dessutom att Scorsese skulle bli klient hos hans agentur, Creative Artists Agency.
När Scorsese och Winkler diskuterade projektet uttryckte regissören sitt intresse för att samarbeta med Pileggi på manuset. Arbetet började 1986, men sköts upp när Scorsese fick möjlighet att göra Kristi sista frestelse (1988), ett länge planerat drömprojekt. Med Ovitz hjälp fick han filmen finansierad av Universal Studios. Trots kontroverserna kring Kristi sista frestelse stärktes Scorseses position i filmvärlden. När arbetet med Maffiabröder återupptogs hade rättigheterna övergått till Warner Bros. Pictures, vilket Scorsese ansåg vara passande då studion hade en stark tradition av gangsterfilmer. Winkler blev ensam producent, trots försök från Harry Ufland, Scorseses agent, att få en producentroll.
Enligt en annan berättelse upptäckte Scorsese Falskspel via en recension i The New York Review of Books, där Henry Hills resa jämfördes med Dantes färd genom helvetet i Den gudomliga komedin. Oavsett version såg Scorsese potentialen i att skildra maffian ur ett nytt perspektiv. Warner Bros. krävde dock en stor filmstjärna för att godkänna projektet. Scorsese löste det genom att anlita Robert De Niro till rollen som Jimmy Conway. De Niros medverkan övertygade studion och projektet fick grönt ljus. Filmen blev det sjätte samarbetet mellan Scorsese och De Niro. Med De Niros inträde i projektet ökade budgeten från 16 miljoner till mellan 20 och 25 miljoner dollar, vilket blev Scorseses största produktion hittills. Två veckor före inspelningsstart fick den verklige Henry Hill 480 000 dollar av Warner Bros. för rättigheterna till sin livshistoria.

### Manus

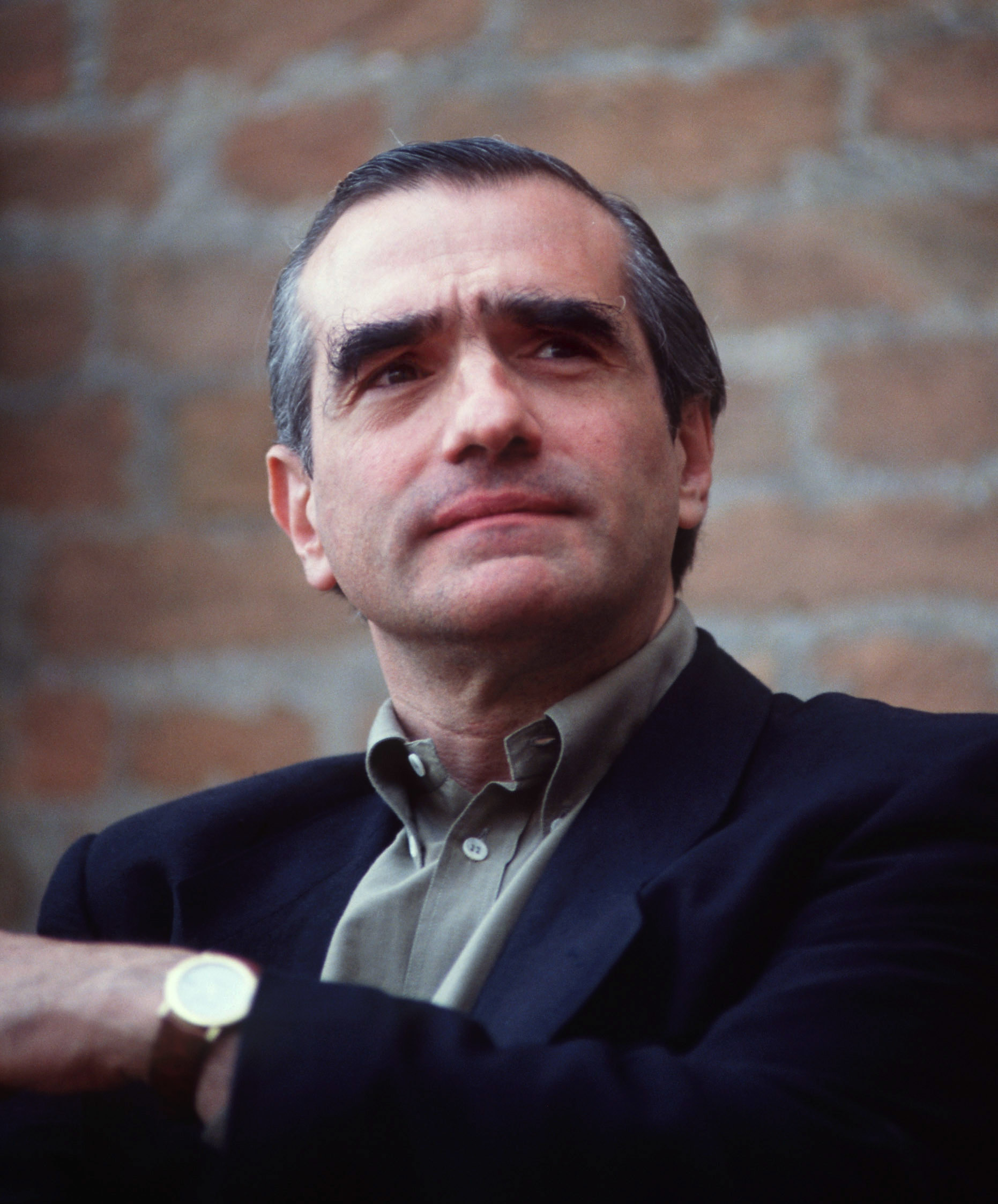
Martin Scorsese (1995), regissör och manusförfattare.

Martin Scorsese och Nicholas Pileggi arbetade tillsammans med manuset till Maffiabröder, vilket tog tolv versioner att färdigställa. Det första utkastet var klart redan den 23 maj 1986, och en tidig version färdigställdes den 4 november samma år. Filmen skulle utspela sig under samma tid som Scorseses tidigare kriminalfilm Dödspolarna (1973), som utspelades under tidigt 1960-tal, men med en ny infallsvinkel på gangsterlivet. Detta var första gången sedan Dödspolarna som Scorsese var med och skrev ett manus. Genom att engagera sig tidigt i processen kunde han forma filmens innehåll på djupet. Till skillnad från tidigare verk som Tjuren från Bronx (1980) och Taxi Driver (1976) hade Maffiabröder ett mörkare och mer humoristiskt tonläge. Filmen hette från början Wiseguy, men fick namnet Goodfellas för att undvika förväxling med Brian De Palmas film Wise Guys (svenska: Smarta killar) (1986) och TV-serien Wiseguy (1987–1990).
Scorsese var först tveksam till att återvända till gangstergenren. Han hade fått råd från bland andra Marlon Brando att undvika det. Men när hans mentor, regissören Michael Powell, läste manuset och beskrev det som ett av de bästa han någonsin läst, väcktes Scorseses entusiasm på nytt. Powell jämförde filmen med klassiker som Afrikas drottning (1951) och Kvinna utan samvete (1944).
Scorsese och Pileggi valde ut delar från Pileggis bok Falskspel  som de ansåg passade bäst för filmen. De var mestadels överens om vilka scener som skulle användas. Till exempel valde de att hoppa över Henry Hills tid i armén, eftersom det inte tillförde något till huvudberättelsen. Scorsese föreslog att de skulle bryta mot den klassiska berättarstrukturen och istället skapa en episodisk berättelse som rörde sig fram och tillbaka i tiden:
| ” | Nick och jag bestämde var för sig vilka delar av boken vi gillade och började sätta ihop dem som byggstenar. Jag övertygade honom om att det inte fanns något behov av att följa en traditionell berättarstruktur, och sedan började vi ha riktigt roligt med det. Man tar traditionen från den amerikanska gangsterfilmen och behandlar den avsnitt för avsnitt, men man börjar i mitten och rör sig bakåt och framåt. Varje gång Nick kom med ett nytt utkast med de scener vi tyckte bäst om, komprimerade jag det och sedan föll vissa saker bort, fram tills att en mycket tydlig linje började träda fram. Jag upptäckte att man kunde komprimera scener, så att man kunde ha ett bröllop och sedan gå direkt till resultatet av äktenskapet — (där man har en scen där) mamman grälar för att (brudparet) bodde i hennes hus. Det var en ständig ackumulering av dessa detaljer, och jag insåg att ifall scenerna kunde hållas korta så skulle effekten efter ungefär en och en halv timme (speltid) vara fantastisk. Sedan fanns det såklart några scener som skulle ta längre tid, eftersom du blir uppburen av (gangster)livsstilens överflödighet och upprymdhet, tills de börjar få problem och det avslutas — och du måste ta itu med det. | „ |

Filmen skulle ses genom Henry Hills ögon, från barndomen till hans uppgång och fall i maffian. Scenerna skulle visa hur gangsterlivet först framstod som ett paradis, men snart avslöjades som destruktivt och farligt. Henry skulle fungera som den moraliska mittpunkten i filmen – en väg in för publiken till en annars kall och omoralisk värld. Flera av de verkliga gangstrarna i berättelsen fick nya namn i filmen: Thomas "Tommy" DeSimone blev Tommy DeVito, James "Jimmy" Burke blev Jimmy Conway och Paul "Paulie" Vario blev Paulie Cicero.
Scorsese ville visa hur gangstrarna agerade snarare än att psykologiskt analysera dem. De drevs av enkla mål: god mat, mycket pengar och så lite arbete som möjligt. Henrys roll var att guida publiken genom den världen, snarare än att vara en djupt reflekterande huvudperson. Filmen sågs av Scorsese som en tragisk biografi. Henry beundrade sin "fadersgestalt" Paulie Cicero, men tvingades till slut förråda honom och andra vänner för att rädda sig själv och sin familj. Detta svek blev filmens emotionella kärna. Scorsese pratade aldrig direkt med den verklige Henry Hill under produktionen, förutom ett kort samtal mot slutet av projektet. Istället byggde han rollen på boken och Pileggis research.
Scorsese ville behålla den dokumentära känslan från boken. Många repliker i filmen kommer direkt från Henrys egna ord. Syftet var att skapa trovärdiga rollfigurer som publiken kunde känna något för, även om de begick fruktansvärda handlingar. Istället för att väcka sympati försökte Scorsese väcka eftertanke kring moraliska gränser. Han ville att publiken skulle dras in och nästan känna en fascination av gangsterlivet, men sedan inse det mörka priset som följer. Han jämförde det med hur barn kan se upp till vuxna som senare visar sig vara allt annat än goda.
Scorsese använde sig av voice-over, stillbilder och innovativa berättartekniker, inspirerat av den franska nya vågen. Han visade Pileggi öppningsscenen i François Truffauts film Jules och Jim (1962) för att illustrera sin vision. Han gillade hur franska regissörer som François Truffaut och Jean-Luc Godard brukade bryta den linjära handlingen och vände sig direkt till publiken, ett grepp han också använde i Maffiabröder. Denna teknik gav filmen energi och rytm, samtidigt som det förstärkte närheten till rollfigurerna. Scorsese inspirerades också av TV-komikern Ernie Kovacs, som använde liknande sätt att bryta fjärde väggen och leka med formatet.
Författarna Mark T. Conard och Dean A. Kowalski jämför Henry Hills liv i Maffiabröder med den osynlige Gyges i Platons Staten. Båda undviker straff och testar gränserna för moral. De ifrågasätter varför man ska vara god om man kan slippa konsekvenser. Henrys resa speglar Glaukons tankar om rättvisa som ett nödvändigt ont, där människor endast handlar moraliskt av rädsla för straff. Henry tjänar pengar och respekt genom brott, men förlorar allt när han bryter maffians regler. Även om han undgår fängelse, saknar han sitt tidigare gangsterliv.

### Rollsättning

#### Huvudroller
Joe Pesci var en av de första skådespelarna som fick en roll i Maffiabröder, som den våldsamma och oberäkneliga gangstern Tommy DeVito. Han hade tidigare samarbetat med Martin Scorsese i Tjuren från Bronx och var först tveksam till rollen. Efter ett möte i Pescis hem började han och Scorsese utveckla rollfiguren tillsammans, vilket gjorde Tommy mer personlig och anpassad till Pescis uttryckssätt. Pesci hade en bred erfarenhet från underhållningsvärlden i New York och New Jersey, där han kommit i kontakt med personer med koppling till maffian. Istället för att efterlikna den verklige Thomas DeSimone byggde Pesci sin rollfigur på egna erfarenheter och observationer. Han använde också sin egen kamp med temperamentet för att förstå Tommys våldsamma drag. Pesci beskrev Tommy som en psykopat. Till skillnad från andra gangsters som oftast rättfärdigar sina våldshandlingar, väljer Tommy att döda människor utan någon moralisk kompass. Hans prestation gav filmen ett extra lager av realism, vilket både Scorsese och medförfattaren Nicholas Pileggi uppskattade.
Robert De Niro spelade gangstern James "Jimmy" Conway. Ursprungligen diskuterades han för rollen som Henry Hill, men det beslutades att han var för gammal för den. Andra skådespelare som övervägdes för Jimmy var Al Pacino, John Malkovich och William Petersen. De Niro är känd för sin metodiska rollförberedelse. Han fördjupade sig i Pileggis researchmaterial om den verklige James Burke, också kallad "Jimmy the Gent". Han gjorde noggranna anteckningar om Jimmys personlighet, kroppsspråk och självbild. De Niro ville visa en man som ser sig själv som charmig och respektfull, men vars handlingar – som mordet på Billy Batts – visar motsatsen. För att få fram detaljer i sin roll hade De Niro flera telefonsamtal med den verklige Henry Hill. Hill gav information om hur Burke betedde sig i vardagen, till exempel hur han höll i en cigarett eller använde en ketchupflaska.
Ray Liotta fick huvudrollen som Henry Hill, trots att filmbolaget föredrog en mer känd skådespelare. Han tackade till och med nej till rollen som Harvey Dent i Tim Burtons film Batman (1989) för att kunna medverka i Maffiabröder. Det tog nästan ett år för honom att få rollen. Det avgörande ögonblicket kom vid filmfestivalen i Venedig 1988, där han träffade Scorsese. Liottas sätt att närma sig regissören på hotellet visade mod och engagemang, vilket imponerade på Scorsese. Scorsese blev också övertygad efter att De Niro sett Liotta i filmen Something Wild (1986) och blivit imponerad. Tidigare övervägda skådespelare för Henry Hill inkluderade Sean Penn, Alec Baldwin, Val Kilmer och Tom Cruise. För rollen gjorde Liotta även berättarrösten i filmen. För att efterlikna Hills tonfall lyssnade Liotta på timmar av intervjuer och FBI-avlyssningar där Hill talade om brott på ett avslappnat sätt, något som hjälpte till att skapa filmens blandning av vardaglighet och brutalitet. Scorsese ville att Liotta skulle hålla sig ifrån Hill under inspelningen. Först efter filmens premiär träffades de på en bowlinghall i Kalifornien. Hill tackade då Liotta och sade: "Tack för att du inte fick mig att framstå som ett avskum."

#### Biroller och statister
Christopher Serrone, då 13 år gammal, spelade den unga versionen av Henry Hill. För att förbereda sig läste han boken Falskspel och besökte sin fars gamla kvarter i stadsdelen Corona i Queens. Han hade även varit på John Gottis fester som barn, vilket gav honom en känsla för maffialivet. Serrone såg flera av Scorseses filmer för att bättre förstå skådespelarna han skulle arbeta med, särskilt Robert De Niro. En särskild upplevelse för Serrone var att köra en gammal Cadillac under inspelningen. Han fick körlektioner av en stuntman på en parkeringsplats nära New York Hall of Science i Queens.
Paul Sorvino spelade maffiabossen Paul "Paulie" Cicero. Trots sin erfarenhet av att spela kriminella roller var Sorvino osäker på att spela en så tyst och farlig rollfigur. Han övervägde att hoppa av, men fick sitt genombrott när han en dag såg sig själv i spegeln och såg sin rollfigur stirra tillbaka på honom. Han bestämde sig då för att skildra Paulie som en lugn, kontrollerad och metodisk figur, i kontrast till andra mer högljudda maffiarollfigurer.
Lorraine Bracco fick rollen som Karen Hill, Henrys fru. Hon var den enda kvinnan med en större roll i filmen. Andra som övervägdes var Madonna och Melanie Griffith. Bracco imponerade på Scorsese under en informell audition hemma hos honom. Hon tackade ja till rollen trots att hon inte kunde träffa den verkliga Karen Hill, och valde att istället basera sin roll på Karens känslomässiga resa. Bracco upplevde inspelningen som utmanande, särskilt i den mansdominerade miljön. Hon insåg att hon behövde ge allt i varje scen för att säkerställa att hennes roll inte blev nedklippt. Journalisten Alex Witchel från The New York Times skrev att Braccos insats gjorde Karens klaustrofobiska liv relaterbart för många kvinnor, oavsett deras situation.
För att göra filmen mer realistisk använde Scorsese flera icke-skådespelare. Bland annat spelade den tidigare åklagaren Edward A. McDonald sig själv i scenen där Henry och Karen går med i vittnesskyddsprogrammet, en scen som improviserades utan manus. Sångaren Bobby Vintons son, Robbie Vinton, spelade sin far i en scen från nattklubben Copacabana. Scorseses egna föräldrar fick också roller. Hans pappa Luciano Charles Scorsese fick rollen som maffiamedlemmen Vinnie, medan hans mor Catherine Scorsese fick rollen som Tommy DeVitos mor. Han gav instruktioner till sin mor att nästan helt improvisera sin rollprestation.
Ett ovanligt inslag i produktionen var att flera riktiga maffiamedlemmar deltog i filmen, både som inspiration och statister. Exempelvis medverkade Michael Franzese, en tidigare medlem i familjen Colombo, som spelades av Joseph Bono. Scorsese och Pileggi hittade många av dessa personer på restaurangen Rao’s i East Harlem, en känd samlingsplats för både kändisar och kriminella. Rollsättaren Ellen Lewis och regiassistenten Joseph Reidy höll extra koll på dessa personer, eftersom många av dem fortfarande var aktiva brottslingar. Ett exempel är Louis Eppolito, en detektiv från NYPD som spelade gangstern Fat Andy i filmen, som senare dömdes till livstids fängelse för att ha utfört maffiamord. Många av dessa personer var ovana vid att jobba som statister, vilket ledde till praktiska problem. Reidy förklarade att det fanns olika nivåer av statister i filmen som skulle komma från olika tidsepoker och gäng. Han föreslog att man istället skulle anställa dem som talroller. Detta gav filmteamet bättre kontroll över dessa personer och underlättade deras planering för kostymarbetet och filminspelningen. Warner Bros. krävde senare att alla dessa personer fanns på lönelistan med socialförsäkringsnummer, men flera lämnade in falska uppgifter. Vissa checkar gick inte ens att spåra.

### Förproduktion

#### Scenografi och kostymdesign
Arbetet med scenografi och rekognoseringen av inspelningsplatser pågick mellan den 14 februari och 13 april 1989. Martin Scorsese var extremt noga med detaljer för att skapa trovärdiga miljöer från olika decennier. Han ville att både skådespelare och publik skulle känna att de befann sig i en verklig värld. Autenticitet genomsyrade allt, från kläder och rekvisita till maten. I måltidsscener lät Scorsese sin egen mamma laga italiensk husmanskost, så att skådespelarna kunde känna dofter och smaker på riktigt. Enligt produktionsassistenten Deborah Lupard skulle det kännas som att man satt i ett italienskt hem. Rekvisitören Bob Griffon mindes hur Scorseses mor en dag kom med en kastrull tomatsås, som kokade i flera dagar innan den användes i en måltidsscen.
Budgetbegränsningar ledde till kreativa lösningar. En scen som skulle spelas in i Tampa Bay Zoo fick istället filmas i Prospect Park Zoo i Queens. Med rätt skyltar och växtlighet kunde platsen ändå förvandlas till en trovärdig djurpark i Florida. Vissa scener var särskilt krävande, som en mordscen i Manhattan som tog sex timmar att spela in på nytt.
Skådespelarna var lika engagerade i detaljer. Robert De Niro gjorde noggranna anteckningar i sitt manus om kläder, tillbehör och frisyrer, allt från "grön kostym" till "svarta sidenstrumpor". Tyg importerades från Italien och kostymer skräddarsyddes. Produktionsdesignern Kristi Zea såg till att allt från skjortkragar till slipsknutar var tidstypiska. Scorsese knöt till och med Ray Liottas slipsar personligen för att de skulle sitta perfekt. Även smycken och pengar skulle kännas äkta. Lorraine Bracco vägrade filma förrän hon fick riktiga smycken, som hyrdes in med beväpnad eskort. De Niro bar alltid lillfingerringar och vintageklockor. För vissa scener krävde han riktiga pengar att kasta runt med, något som rekvisitören Bob Griffon löste genom att ta ut 2 000 dollar från sina egna besparingar och snabbt samla in dem efter varje tagning.

#### Visuell komposition

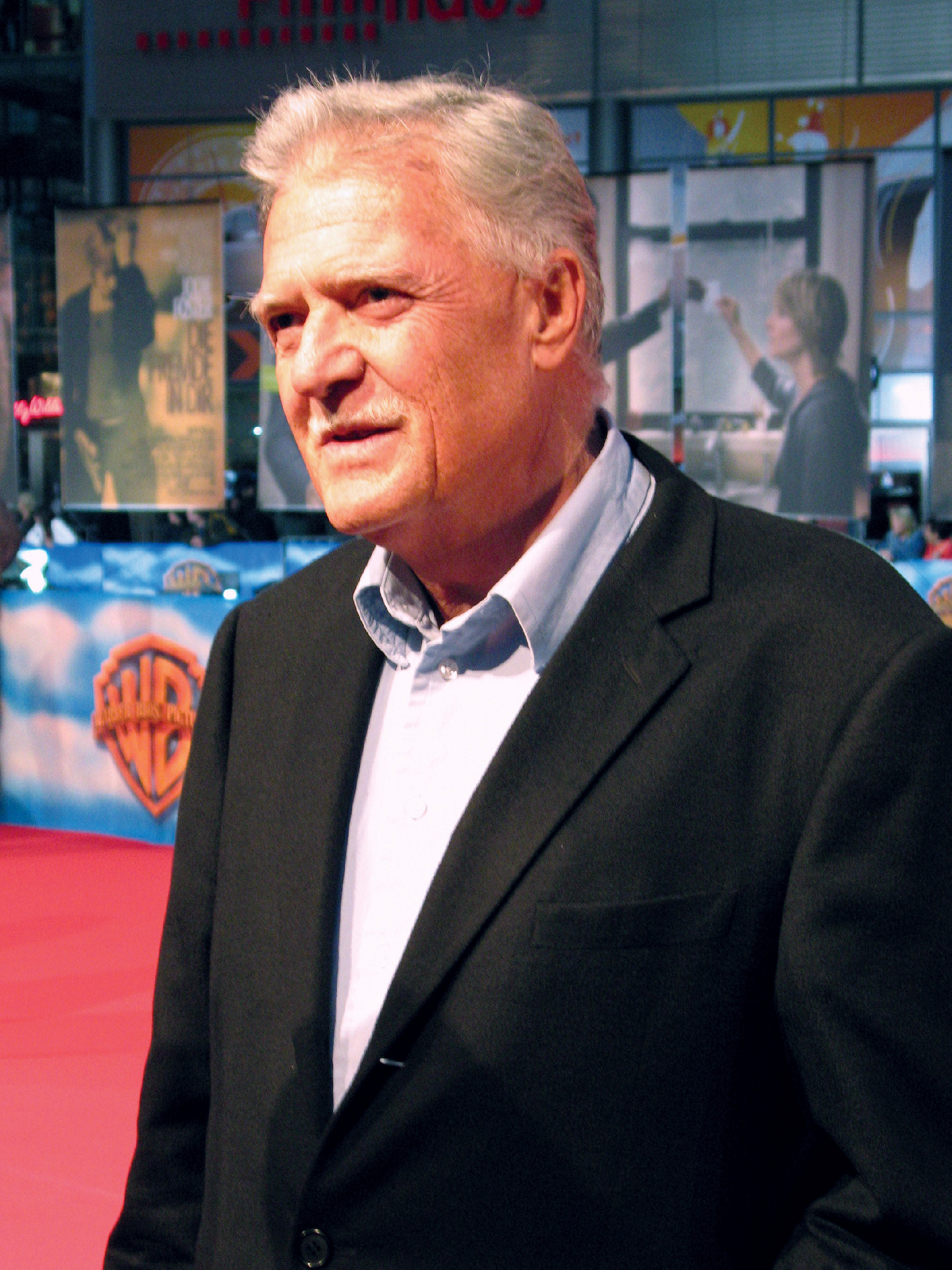
Michael Ballhaus (2007), filmfotograf.

Martin Scorsese planerade filmens visuella stil med stor precision. Han använde både storyboards och detaljerade anteckningar, även om han inte ritade varje enskild scen. Scorsese ville att kameran skulle röra sig fritt, som i en cinéma vérité-dokumentär, särskilt inspirerad av Albert och David Maysles. Han ville skapa en flytande, realistisk stil som förde publiken rakt in i gangsterlivet. En annan inspirationskälla var regissörerna Max Ophüls och Jean Renoir, kända för sina långa tagningar. 
Scorsese ville att filmen skulle vara intensiv och full av rörelse, med så många detaljer i varje scen att publiken får möjlighet att upptäcka nya saker vid varje tittning. Målet var att få filmen att kännas som en dokumentär snarare än ett traditionellt drama, med en blandning av fascination och avsmak inför gangsterlivet. För att förstärka viktiga ögonblick använde Scorsese frysrutor, en teknik där bilden stannar upp samtidigt som berättarrösten fortsätter. Det gav publiken möjlighet att reflektera över vad som formade Henry Hill som person. I vissa scener användes frysrutor också för att visa Henrys inre tankar i kontrast till hans yttre lugn.
Filmfotografen Michael Ballhaus, som tidigare arbetat med Scorsese, ansvarade för det visuella uttrycket. Han använde ovanliga kameravinklar och linser, som vidvinkel och långfokus, och undvek normala objektiv. För att följa rollfigurerna i rörelse använde filmteamet både dolly och Steadicam, med Larry McConkey som operatör. Scorsese använde även tekniken "Vertigo-effekten" för att gestalta Henry Hills ökande paranoia. Ljussättningen var medvetet hård och direkt, för att kunna skapa skuggiga och dramatiska scener. Färgsättningen var stark, med mycket röda och svarta färger, för att ge filmen en intensiv och mörk atmosfär.

### Inspelning
Inspelningen av Maffiabröder pågick från den 1 maj till 4 augusti 1989, totalt 68 dagar. Det var längre än den ursprungliga planen på 55 dagar, men regiassistenten Joseph Reidy och Martin Scorsese förstod tidigt att mer tid krävdes för att förverkliga filmens ambitioner. Filmen spelades in på autentiska platser runt New York och New Jersey. Många inomhusscener filmades i riktiga hem, lägenheter och restauranger, bland annat i Astoria i Queens, på klassiska Neir’s Tavern, filmstudion Kaufman Astoria Studios och John F. Kennedy International Airport. Brooklyn bidrog med platser som bröllopslokalen The Oriental Manor och Collaros Italiano Restaurant, som användes som exteriör för Bamboo Lounge. I Manhattan användes Copacabana, George Washington Bridge, Fifth Avenue, New Yorks högsta domstolsbyggnad och Hawaii Kai Restaurant, som användes som interiör för Bamboo Lounge. Även Staten Island, Long Island, New Rochelle och New Jersey (bland annat Fort Lee och Marlboro Township) användes för olika scener.
Scorsese skapade en inspelningsmiljö där struktur och kreativ frihet kombinerades. Skådespelarna uppmuntrades att utforska sina roller och bidra med egna idéer och erfarenheter. Improvisation var ett viktigt verktyg, men alltid inom ramen för Scorseses tydliga vision. Paul Sorvino berättade att Scorsese instruerade skådespelarna att använda "verbets kraft" för att skapa starkare scener. Scorsese gav oftast olika instruktioner till olika skådespelare i samma scen, för att skapa naturliga reaktioner. Han tillät också förändringar i dialogen om något lät onaturligt, och ibland användes spontana händelser, som en snubbling eller en replik, för att öka realismen. En av filmens mest kända scener, där Tommy försöker skrämma Henry efter att denne hade komplimenterat Tommys humor, bygger på en verklig händelse i Joe Pescis liv. Som ung kallade han en gangster för "rolig", vilket inte togs väl emot. Scorsese lät Pesci och Ray Liotta repetera scenen och spela in den på ljudband. Senare transkriberades den och lades in i manuset.
Skådespelarna gick djupt in i sina roller. Robert De Niro gjorde noggranna manusanteckningar och regisserade sig själv genom att markera pauser och rörelser. Han var noga med utseende och detaljer, så till den grad att han på inspelningens första dag stoppade allt eftersom han var missnöjd med sitt smink och frisyr. Ray Liotta använde sina egna känslor i sin roll, särskilt sorgen över sin mammas sjukdom och bortgång. Det gav hans gestaltning av Henry en rå och genuin energi. Joe Pesci å sin sida gick helt in i sin roll som den oberäknelige Tommy, särskilt i scener som mordet på Spider (spelad av Michael Imperioli), vilket krävde att han kände som sin rollfigur på riktigt. Den sista dagen i Henry Hills kriminella liv skildras som ett kaotiskt kokainrus. Scorsese ville att publiken skulle känna samma stress, paranoia och desorientering som Henry själv. Genom snabbt kameraarbete, intensiva klipp och musik skapades en känsla av ett "funktionellt vansinne", där Henry jagas av både maffian, polisen och sina egna demoner. Filmens sista scen, där Tommys pistol riktas rakt mot kameran, är en referens till Den stora tågplundringen (1903). Scorsese använde detta som en symbol för den ständigt närvarande faran i gangsterlivet.
En av filmens mest hyllade tagningar är den tre minuter långa scenen på nattklubben Copacabana, där Henry och Karen leds in via köksvägen till ett bord vid scenen. Scenen visar Henrys status och charm – men också hur Karen lockas in i hans värld. Scorsese ville visa denna resa ur Karens perspektiv. Filmfotografen Michael Ballhaus föreslog att scenen skulle filmas i en enda lång tagning. Steadicam-operatören Larry McConkey skapade små pauser genom naturliga interaktioner mellan Henry, Karen och statisterna för att hålla rytmen levande. En flyttbar vägg användes för att skapa illusionen av rörelse mellan rum. För att förstärka autenticiteten anställdes hundratals statister från New Yorks lokalbefolkning, och all dialog i scenen improviserades. Målet var att få scenen att kännas lika magisk för publiken som för Karen. Efter flera repetitioner och omkring 400 noggrant koordinerade rörelser filmades scenen i åtta tagningar.
Vid slutet av inspelningen tvingades Ballhaus lämna produktionen för att arbeta med Mike Nichols film Vykort från drömfabriken (1990) varefter Barry Sonnenfeld tog över som filmfotograf under inspelningens sista dagar.

### Postproduktion och testvisningar

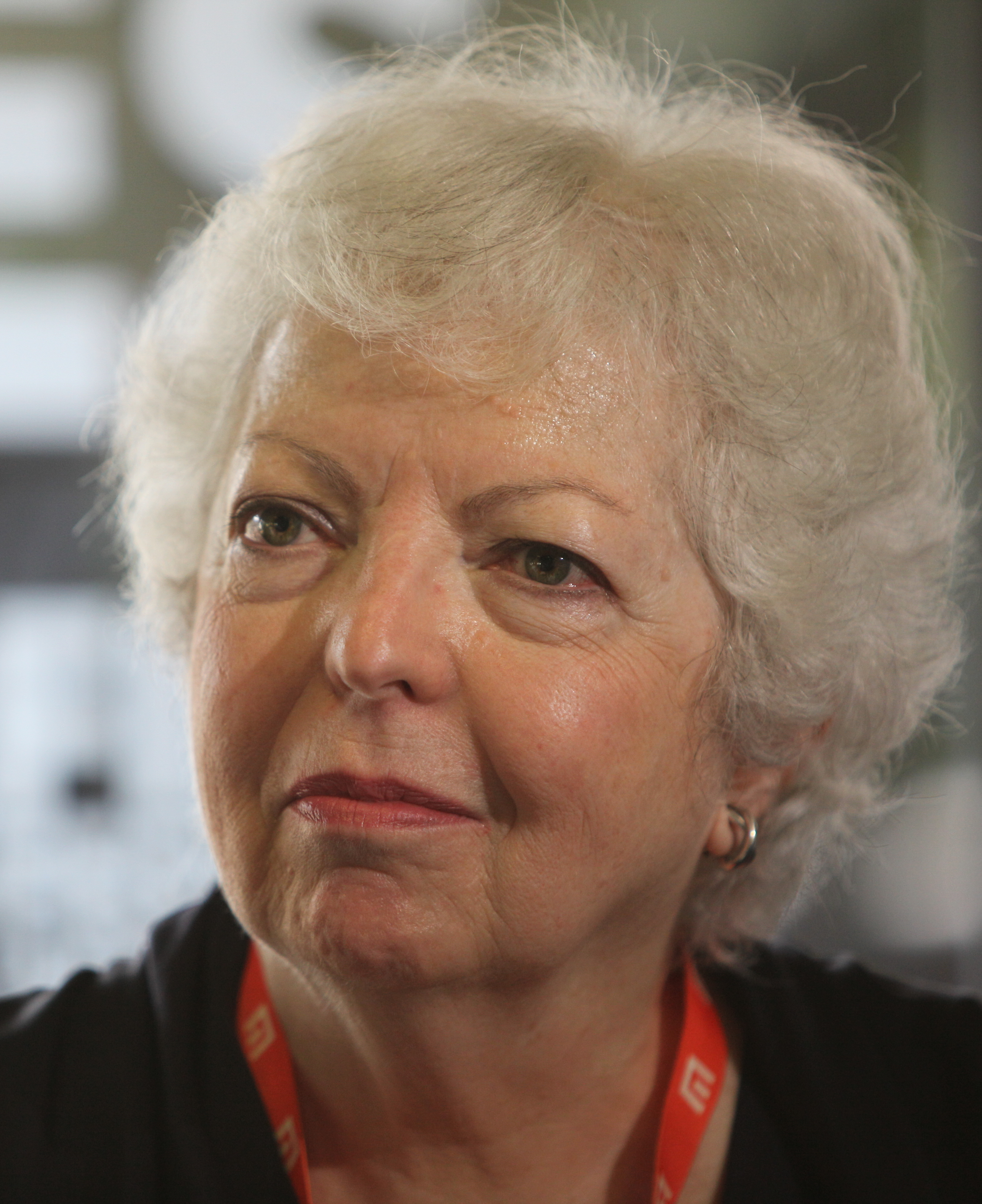
Thelma Schoonmaker (2010), filmklippare.

Klippningen av Maffiabröder gjordes av Thelma Schoonmaker, Scorseses långvariga och mest betrodda klippare. Hon fokuserade på skådespelarnas prestationer snarare än teknisk perfektion. Det kunde ibland leda till små misstag i kontinuiteten, men dessa valdes medvetet för att förstärka känslan och intensiteten i scenerna. Schoonmaker arbetade minutiöst och lade många sena nätter på att gå igenom dagstagningar och förbereda material tills Scorsese kom in i klipprummet. Hon bidrog också med emotionella perspektiv, vilket hjälpte till att bevara filmens känslomässiga kärna. För klippningen tog Scorsese influenser från både fiktiva TV-serier som The Untouchables (1959–1963) och den dokumentära TV-genren, liksom från Sergej Eisensteins och Alfred Hitchcocks filmer.
Scorsese ville att filmen skulle kännas snabb, intensiv och rörlig, nästan som en musikvideo från MTV. Scener skulle vara korta, tempot högt, och filmen full av energi. Tittaren skulle kastas in i en värld av våld, lyx och kaos. Han beskrev det som en nöjesfärd där publiken inte riktigt vet vad som händer härnäst. Filmen skulle inte följa en linjär berättelse. Istället användes snabba klipp, hopp i tid och plats, samt voice-over för att förmedla handlingen. Scorsese hämtade inspiration från den franska nya vågen, särskilt Jean-Luc Godard och Bernardo Bertolucci, och ville att filmen skulle spegla huvudpersonens kaotiska och splittrade liv.
En första version av filmen visades för testpublik i januari 1990 i Redondo Beach och Encino i Kalifornien. Reaktionerna var starka och till stor del negativa. Många lämnade salongen under särskilt våldsamma scener, som morden på Billy Batts och Spider. Flera kvinnor i publiken reagerade starkt negativt. Problemen förvärrades av tekniska fel under visningarna. Producenten Barbara De Fina mindes hur hon och andra ur filmteamet gömde sig i en bowlinghall för att undvika arga biobesökare. Kommentarerna från testpubliken var oftast hårda och förolämpande. Samtidigt drabbades Schoonmaker personligen, då hennes make Michael Powell avled i cancer under samma period. Scorsese pausade klippningen i två månader för att ge henne tid att sörja. När hon återvände beskrev hon arbetet med filmen som en väg tillbaka efter sorgen.
Efter testvisningarna krävde cheferna hos Warner Bros. att filmen skulle klippas om. Scorsese var orolig för att behöva kompromissa med sin konstnärliga vision. Men Warner Bros. dåvarande styrelseordförande Bob Daly såg trots allt filmens styrka och försvarade Scorseses idéer inför både ledning och censurmyndighet. Scorsese och Schoonmaker gjorde vissa justeringar, men med stor försiktighet. Istället för stora förändringar klippte de oftast bara enskilda bildrutor. En av Scorseses taktiker var att medvetet lägga in överdrivet våldsamma scener som han visste skulle klippas bort, för att på så sätt kunna behålla de viktigaste delarna. Ett exempel var Tommys avrättning, som filmades i en mycket blodigare version för att ge censuren något att fokusera på. De passade även på att strama upp filmens två sista akter för att öka tempot och tydligheten.
I en intervju 2019 berättade Scorsese att han i efterhand såg testvisningar och mindre ändringar som en naturlig del av filmprocessen. Men han ifrågasatte också om dessa metoder fortfarande fungerar i dagens streamingvärld. Han betonade att testvisningarna trots allt hjälpte honom att finjustera filmen. Maffiabröder blev en film som både chockerade och engagerade sin publik, med en balans mellan brutalitet och mänsklig värme.

## Musik

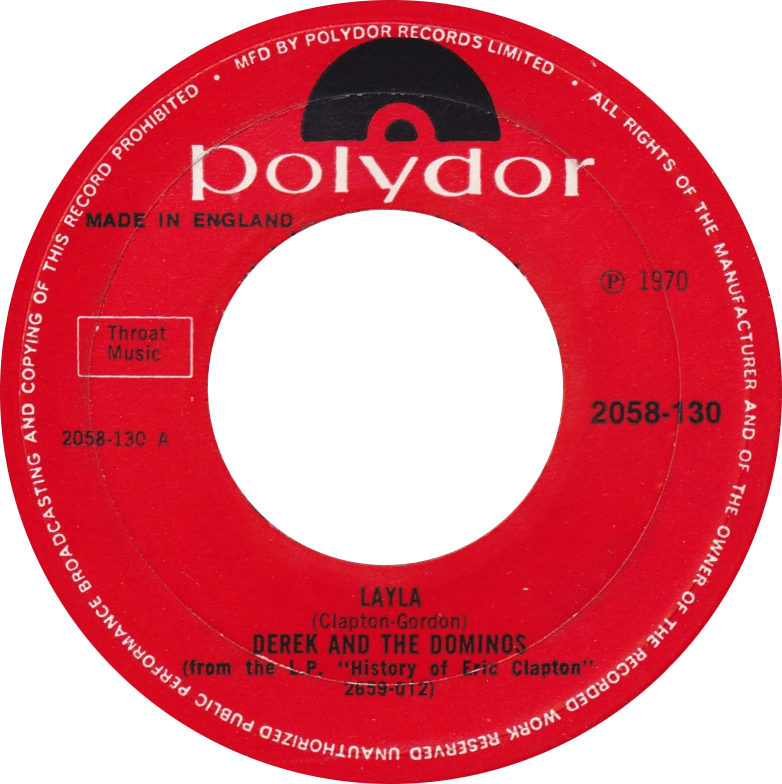
Under inspelningen av ett filmmontage till Maffiabröder spelade Scorsese upp låten "Layla" av Derek and the Dominos (bild på en brittisk LP-utgåva av låten från 1972) på själva inspelningsplatsen för att kunna synkronisera kamerans rörelser med musiken. Låten förekommer även i filmens eftertext.

Soundtracket till Maffiabröder sträcker sig från 1950-talets italiensk-amerikanska popmusik till 1970-talets punkrock. Scorsese använde musik inte bara som bakgrund, utan som ett aktivt verktyg för att bygga upp känslor, markera tidsperioder och skapa en känsla av plats och livsstil. Scorsese ville att varje låt skulle förstärka rytmen och känslan i scenen, snarare än att bara visa när och var handlingen utspelade sig. Han har tidigare kritiserat filmer som använder musik enbart för att tidsplacera scener. Istället använde han sin djupa musikkunskap för att skapa scener med emotionell tyngd, en metod han också använt i tidigare filmer som Dödspolarna. Under manusarbetet med Pileggi skrev Scorsese ibland mystiska anteckningar som "cream" i marginalen, vilket visade sig vara en hänvisning till rockbandet Cream, något som Pileggi inte först förstod.
En regel Scorsese följde var att bara använda låtar som faktiskt kunde ha hörts på radio vid den tidpunkt varje scen utspelar sig. Därför uteslöts vissa låtar, som Rolling Stones' "She Was Hot", eftersom den släpptes efter filmens tidsram. För vissa scener utan dialog spelade filmteamet upp musik direkt på inspelningsplatsen, för att få rätt känsla. Ett exempel är montaget efter Lufthansa-rånet, där låten "Layla" av Derek and the Dominos användes. Scorsese spelade själv upp piano-codan av låten under varje tagning för att matcha kamerans rörelser till musiken. I några scener lades låttexter direkt in i manuset för att kommentera handlingen. I en scen med drogsmuggling spelas "Monkey Man" av Rolling Stones, där låttexten speglar rollfigurernas destruktiva livsstil. I filmens sista scen spelas Sid Vicious' version av "My Way". Scorsese valde låten som en ironisk kommentar till maffialivet, en slags nihilistisk avslutning där livsstilen framstår som en protest mot samhällets regler.
Filmens soundtrack släpptes den 9 oktober 1990 på CD genom Atlantic och Warner Music Group. Soundtracket inbegriper 12 utvalda låtar från filmen:
| 1.           | Rags to Riches                 | Tony Bennett                | Tony Bennett                | 2:49  |
| 2.           | Sincerely                      | The Moonglows               | The Moonglows               | 3:04  |
| 3.           | Speedoo                        | The Cadillacs               | The Cadillacs               | 2:19  |
| 4.           | Stardust                       | Billy Ward and his Dominoes | Billy Ward and his Dominoes | 3:12  |
| 5.           | Look in My Eyes                | The Chantels                | The Chantels                | 2:18  |
| 6.           | Life Is But a Dream            | The Harptones               | The Harptones               | 2:34  |
| 7.           | Remember (Walking in the Sand) | The Shangri-Las             | The Shangri-Las             | 2:20  |
| 8.           | Baby I Love You                | Aretha Franklin             | Aretha Franklin             | 2:36  |
| 9.           | Beyond the Sea                 | Bobby Darin                 | Bobby Darin                 | 2:52  |
| 10.          | Sunshine of Your Love          | Cream                       | The Marvelettes             | 4:10  |
| 11.          | Mannish Boy                    | Muddy Waters                | Muddy Waters                | 5:17  |
| 12.          | Layla (Piano Exit)             | Derek and the Dominos       | Derek and the Dominos       | 3:52  |
| Total längd: | Total längd:                   | Total längd:                | Total längd:                | 38:01 |

Nedan är den kompletta låtlistan som spelas upp i kronologisk ordning i filmen, som består av sammanlagt 43 låtar:
| 1.           | Rags to Riches                                 | Tony Bennett                 | Tony Bennett                 | 2:49   |
| 2.           | Can't We Be Sweethearts                        | The Cleftones                | The Cleftones                | 3:01   |
| 3.           | Hearts of Stone                                | Otis Williams and the Charms | Otis Williams and the Charms | 2:32   |
| 4.           | Sincerely                                      | The Moonglows                | The Moonglows                | 3:04   |
| 5.           | Firenze Sogna                                  | Giuseppe Di Stefano          | Giuseppe Di Stefano          | 3:13   |
| 6.           | Speedoo                                        | The Cadillacs                | The Cadillacs                | 2:19   |
| 7.           | Parlami d'amore Mariù                          | Giuseppe Di Stefano          | Giuseppe Di Stefano          | 3:13   |
| 8.           | Stardust                                       | Billy Ward                   | Billy Ward                   | 3:12   |
| 9.           | This World We Love In (Il Cielo In Una Stanza) | Mina                         | Billy Ward                   | 2:54   |
| 10.          | Playboy                                        | The Marvelettes              | The Marvelettes              | 2:45   |
| 11.          | It's Not for Me to Say                         | Johnny Mathis                | Johnny Mathis                | 3:05   |
| 12.          | Chariot                                        | Betty Curtis                 | Betty Curtis                 | 2:44   |
| 13.          | Then He Kissed Me                              | The Crystals                 | The Crystals                 | 2:38   |
| 14.          | Look in My Eyes                                | The Chantels                 | The Chantels                 | 2:18   |
| 15.          | Roses Are Red                                  | Bobby Vinton                 | Bobby Vinton                 | 2:40   |
| 16.          | Life Is But a Dream                            | The Harptones                | The Harptones                | 2:34   |
| 17.          | Leader of the Pack                             | The Shangri-Las              | The Shangri-Las              | 2:50   |
| 18.          | Toot, Toot, Tootsie Goodbye                    | Al Jolson                    | Al Jolson                    | 2:09   |
| 19.          | Ain't That A Kick In The Head                  | Dean Martin                  | Dean Martin                  | 2:25   |
| 20.          | He's Sure the Boy I Love                       | The Crystals                 | The Crystals                 | 2:43   |
| 21.          | Atlantis                                       | Donovan                      | Donovan                      | 5:02   |
| 22.          | Pretend You Don't See Her                      | Jerry Vale                   | Jerry Vale                   | 2:44   |
| 23.          | Remember (Walking in the Sand)                 | The Shangri-Las              | The Shangri-Las              | 2:20   |
| 24.          | Baby I Love You                                | Aretha Franklin              | Aretha Franklin              | 2:36   |
| 25.          | Firenze Sogna                                  | Giuseppe Di Stefano          | Giuseppe Di Stefano          | 3:15   |
| 26.          | Beyond the Sea                                 | Bobby Darin                  | Bobby Darin                  | 2:52   |
| 27.          | Boulevard of Broken Dreams                     | Tony Bennett                 | Tony Bennett                 | 2:31   |
| 28.          | Gimme Shelter                                  | The Rolling Stones           | The Rolling Stones           | 4:30   |
| 29.          | Wives and Lovers                               | Jack Jones                   | Jack Jones                   | 2:29   |
| 30.          | Monkey Man                                     | The Rolling Stones           | The Rolling Stones           | 4:11   |
| 31.          | Frosty the Snowman                             | The Ronettes                 | The Ronettes                 | 2:16   |
| 32.          | Christmas (Baby Please Come Home)              | Darlene Love                 | Darlene Love                 | 2:46   |
| 33.          | The Bells of St. Mary's                        | The Drifters                 | The Drifters                 | 2:40   |
| 34.          | Unchained Melody                               | Vito and The Salutations     | Vito and The Salutations     | 1:58   |
| 35.          | Danny Boy                                      | Chuck Low                    | Frederic Weatherly           |        |
| 36.          | Sunshine of Your Love                          | Cream                        | Cream                        | 4:10   |
| 37.          | Layla (Piano Exit)                             | Derek and the Dominos        | Derek and the Dominos        | 3:52   |
| 38.          | Jump into the Fire                             | Harry Nilsson                | Harry Nilsson                | 3:33   |
| 39.          | Memo from Turner                               | Mick Jagger                  | Mick Jagger                  | 4:06   |
| 40.          | Magic Bus                                      | The Who                      | The Who                      | 3:16   |
| 41.          | What Is Life                                   | George Harrison              | George Harrison              | 4:24   |
| 42.          | Mannish Boy                                    | Muddy Waters                 | Muddy Waters                 | 5:17   |
| 43.          | My Way                                         | Sid Vicious                  | Sid Vicious                  | 4:04   |
| Total längd: | Total längd:                                   | Total längd:                 | Total längd:                 | 150:00 |

## Distribution
Maffiabröder hade världspremiär vid filmfestivalen i Venedig den 9 september 1990. Filmen hade sin amerikanska biopremiär den 19 september samma år, medan den hade premiär i Sverige den 14 september under titeln Maffiabröder på tretton svenska biografer. Filmen hade premiär i Italien den 20 september under titeln Quei bravi ragazzi (De där goda gossarna), i Tyskland den 11 oktober 1990 under titeln GoodFellas – Drei Jahrzehnte in der Mafia (GoodFellas – Tre decennier i maffian) och i Spanien den 19 oktober under titeln Un de los Nuestros (En av våra).
Maffiabröder släpptes på VHS i december 1992. Den släpptes på DVD i mars 1997 i ett enkel-skivformat, där skivan behövde vändas under uppspelning. Den 17 augusti 2004 gav Warner Home Video ut en förbättrad tvåskivsversion med remastrad bild och ljud samt bonusmaterial såsom ett kommentarspår och en dokumentärfilm om filmens skapelse. Den 16 januari 2007 blev filmen tillgänglig på Blu-ray, innehållande alla funktioner från 2004-utgåvan. En utökad Blu-ray-version släpptes den 16 februari 2010 för filmens 20-årsjubileum, kompletterad med dokumentären Public Enemies: The Golden Age of the Gangster Film. Den 5 maj 2015 lanserades en 25-årsutgåva, och filmen släpptes i 4K Ultra HD Blu-ray den 6 december 2016. Enligt webbplatsen The Numbers har filmen sedan den 29 november 2009 sålt 68 873 exemplar på hemmavideomarknaden.

## Mottagande

### Kommersiell respons
Maffiabröder hade premiär på 1 070 amerikanska biografer och spelade in 6,3 miljoner dollar under premiärhelgen, vilket gav den förstaplatsen på den amerikanska biotoppen. Den 21 september 1990 rapporterade Los Angeles Times att innan filmens premiär såldes piratkopierade videokassetter av filmen i New York, vilket ledde till att Warner Bros. stämde videobutiksägaren Pedro Camacho för distributionen. Under sin andra helg hade filmen visats i 1 291 biografer, tjänade 5,9 miljoner dollar och föll endast 8 %, vilket resulterade i en andra plats efter premiären av filmen Pacific Heights - den objudne gästen (1990). Trots konkurrens från Gudfadern del III, som hade premiär på juldagen 1990, visades Maffiabröder fortfarande på 62 amerikanska biografer i början av januari 1991. När filmen började vinna priser, bland annat "Bästa film" från flera kritiker som Gene Siskel och Roger Ebert, ökade visningarna igen och ytterligare 300 biografer tog in filmen. Internationellt gick det också bra. I Storbritannien drog filmen in 2 miljoner pund och 3 miljarder lire i Italien. I Sverige sågs filmen av 85 334 personer på bio och blev den 43:e mest sedda filmen år 1990. Totalt spelade Maffiabröder in 46,8 miljoner dollar i USA och blev den 26:e mest sedda filmen det året. Även om det inte var en omedelbar kassasuccé, var resultatet en tydlig framgång sett till filmens budget.
Filmkritikern Julie Salamon skrev i boken The Devil's Candy att Warner Bros. hade ett tufft år 1990, där många av deras filmer floppade. Maffiabröder blev ett positivt undantag. Trots dåliga testvisningar överträffade filmen förväntningarna och visade att det fanns ett publikt intresse för mörk och våldsamma filmer, något som påverkade studions framtida satsningar.

### Kritisk respons
Maffiabröder fick övervägande positiva recensioner. På Rotten Tomatoes har filmen 94 % i betyg baserat på 165 recensioner, med ett genomsnittligt betyg på 9,00 av 10. Webbplatsens kritiska konsensus lyder följande: "GoodFellas (Maffiabröder) är en gangsterklassiker med hård slagkraft och elegans — och utan tvekan höjdpunkten i Martin Scorseses karriär." På Metacritic har filmen ett genomsnittsbetyg på 92 av 100, baserat på 21 recensioner.
Vid premiären var responsen från amerikanska kritiker blandad men mestadels positiv. Många lyfte fram Martin Scorseses regi och Thelma Schoonmakers snabba och rytmiska klippning. Vincent Canby från The New York Times berömde Scorseses stil och de tekniska aspekterna, som frysbilder och långa kameratagningar. Julie Salamon från The Wall Street Journal uppskattade att filmen skildrade en bekant genre på ett nytt, riskfyllt och ärligt sätt. Hon tyckte också att filmen inte romantiserade gangsterlivet. Andra kritiker var mer skeptiska. Joseph McBride från Variety tyckte att filmen tappade fokus i andra halvan. Andrew Sarris från New York Observer saknade en moralisk utveckling hos rollfigurerna, och jämförde den negativt med andra gangsterfilmer som Miller's Crossing (1990) och King of New York (1990). Pauline Kael från The New Yorker beskrev filmen som stilistiskt mästerlig men ytlig, med mycket energi men utan riktigt starka rollfigurer eller dramatik. Philip Wuntch från Daily Press höll med om att filmen var tekniskt imponerande, men att den saknade en rollfigur publiken verkligen kunde relatera till.
Filmen har efter premiären tilldelats ett flertal lovord från entusiastiska recensenter. Liz Smith från New York Daily News kallade filmen en av de bästa hon sett och berömde även Nicholas Pileggi för hans manus. Roger Ebert från Chicago Sun-Times gav filmen 4 av 4 i betyg och skrev: "Det har aldrig gjorts en bättre film om organiserad brottslighet - inte ens Gudfadern (1972)." Gene Siskel från Chicago Tribune hyllade skådespelarna, särskilt Joe Pesci, och kallade filmen "en av årets bästa". USA Today beskrev filmen som "stor film — och dessutom en jättetrevlig stund",  medan David Ansen från Newsweek tyckte att varje minut vibrerade av energi. Rex Reed från New York Magazine beskrev den som "stor, rik, kraftfull och explosiv", och Richard Corliss från Time kallade det "den snabbaste, skarpaste 2,5-timmarsresan i modern filmhistoria". Peter Travers från Rolling Stone beskrev filmen som en av de bästa gangsterfilmerna någonsin, tack vare Scorseses regi och starka skådespelarprestationer.
Filmen hyllades också av europeiska kritiker. Peter Bradshaw från brittiska The Guardian kallade den ett mästerverk inom gangstergenren och en svart komedi med intensitet och briljanta skådespelarinsatser. Chris Hewitt från Empire beskrev den som en av Scorseses mest brutala och dynamiska filmer, med tidlös kvalitet. Danièle Heymann från franska Le Monde tyckte att filmen var både våldsam och fängslande, och en humoristisk men mörk skildring av tre decennier i maffians värld. Juan Rodriguez Flores från spanska La Opinión beskrev filmen som realistisk, kraftfull och typisk för Scorseses stil. Andreas Samuelson från svenska Moviezine lyfte fram filmens råhet, skådespel och intensitet som orsaker till att den är en av de bästa inom sin genre.

### Utmärkelser

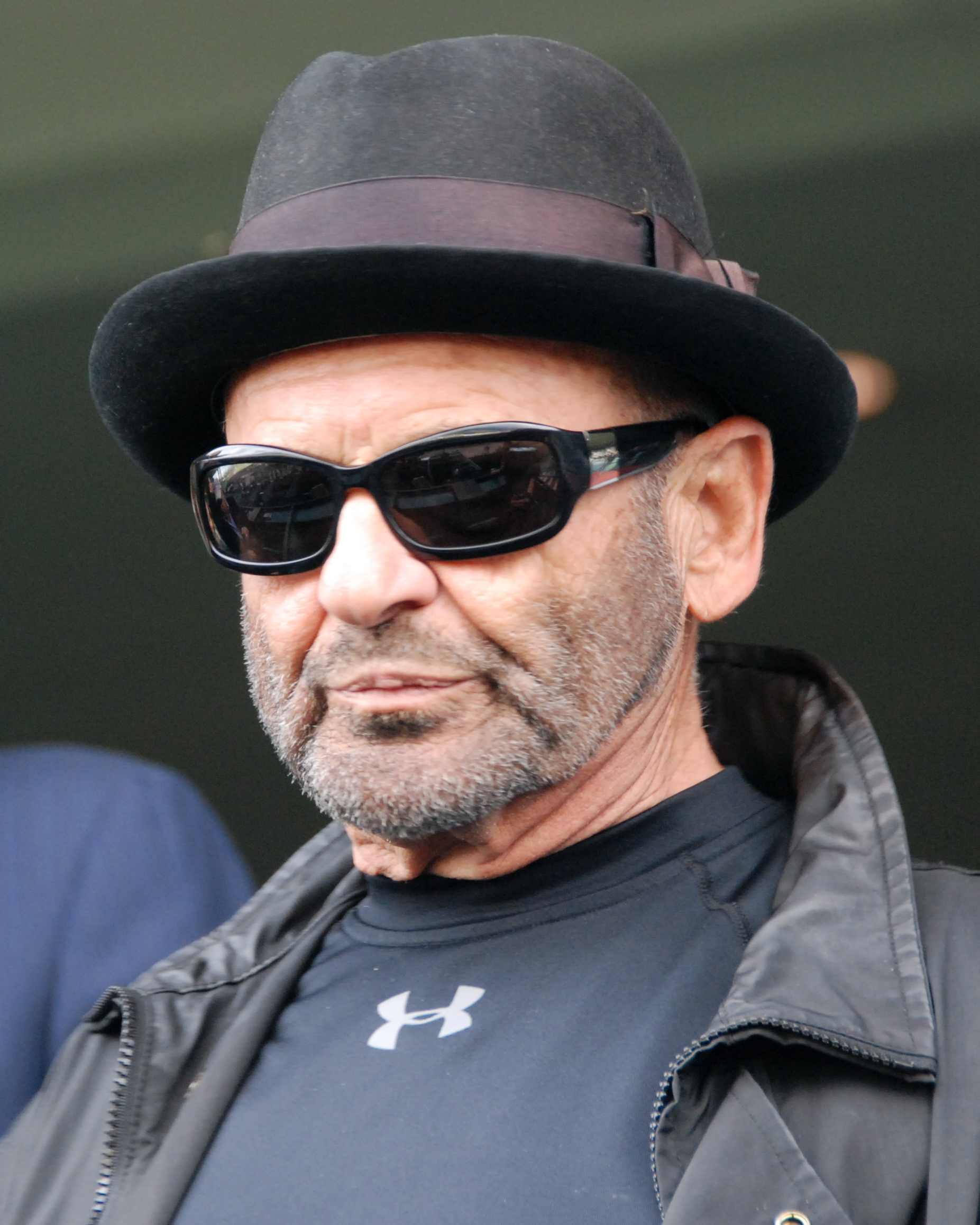
Joe Pesci (2009) tilldelades flera utmärkelser för sin rollprestation som den våldsamme gangstern Tommy DeVito, inklusive en Oscar för bästa manliga biroll.

Maffiabröder vann flera prestigefyllda utmärkelser och mottog ett flertal nomineringar. Joe Pesci vann en Oscar för bästa manliga biroll vid Oscarsgalan 1991, där filmen även nominerades i kategorierna bästa film, bästa regi, bästa kvinnliga biroll, bästa manus efter förlaga och bästa klippning. Filmen tilldelades det danska bodilpriset för bästa amerikanska film. Filmen vann också fem BAFTA-priser, inklusive bästa film, bästa regi och bästa manus efter förlaga. Scorsese belönades med Silverlejonet för bästa regi vid filmfestivalen i Venedig och flera kritikerpriser, såsom från New York Film Critics Circle och Los Angeles Film Critics Association. Filmen vann också pris för bästa film vid flera filmkritikerförbund, inklusive National Society of Film Critics och Boston Society of Film Critics.
| Utmärkelse                                 | Kategori                        | Mottagare                            | Resultat  |
| ------------------------------------------ | ------------------------------- | ------------------------------------ | --------- |
| Oscar                                      | Bästa manliga biroll            | Joe Pesci                            | Vann      |
| Oscar                                      | Bästa film                      | Irwin Winkler                        | Nominerad |
| Oscar                                      | Bästa regi                      | Martin Scorsese                      | Nominerad |
| Oscar                                      | Bästa kvinnliga biroll          | Lorraine Bracco                      | Nominerad |
| Oscar                                      | Bästa manus efter förlaga       | Martin Scorsese och Nicholas Pileggi | Nominerad |
| Oscar                                      | Bästa klippning                 | Thelma Schoonmaker                   | Nominerad |
| Golden Globe Award                         | Bästa film – drama              | Irwin Winkler                        | Nominerad |
| Golden Globe Award                         | Bästa regi                      | Martin Scorsese                      | Nominerad |
| Golden Globe Award                         | Bästa manliga biroll            | Joe Pesci                            | Nominerad |
| Golden Globe Award                         | Bästa kvinnliga biroll          | Lorraine Bracco                      | Nominerad |
| Golden Globe Award                         | Bästa manus                     | Martin Scorsese och Nicholas Pileggi | Nominerad |
| British Academy Film Award                 | Bästa film                      | Irwin Winkler                        | Vann      |
| British Academy Film Award                 | Bästa regi                      | Martin Scorsese                      | Vann      |
| British Academy Film Award                 | Bästa manus efter förlaga       | Martin Scorsese och Nicholas Pileggi | Vann      |
| British Academy Film Award                 | Bästa kostym                    | Richard Bruno                        | Vann      |
| British Academy Film Award                 | Bästa klippning                 | Thelma Schoonmaker                   | Vann      |
| British Academy Film Award                 | Bästa manliga huvudroll         | Robert De Niro                       | Nominerad |
| British Academy Film Award                 | Bästa foto                      | Michael Ballhaus                     | Nominerad |
| Directors Guild of America Award           | Outstanding Directing - Feature | Martin Scorsese                      | Nominerad |
| Césarpriset                                | Bästa utländska film            | Martin Scorsese och Irwin Winkler    | Nominerad |
| Filmfestivalen i Venedig                   | Silverlejonet för bästa regi    | Martin Scorsese                      | Vann      |
| Filmfestivalen i Venedig                   | Publikpriset                    | Martin Scorsese                      | Vann      |
| New York Film Critics Circle Award         | Best Film                       | Irwin Winkler                        | Vann      |
| New York Film Critics Circle Award         | Best Director                   | Martin Scorsese                      | Vann      |
| New York Film Critics Circle Award         | Best Actor                      | Robert De Niro                       | Vann      |
| Los Angeles Film Critics Association Award | Best Film                       | Irwin Winkler                        | Vann      |
| Los Angeles Film Critics Association Award | Best Director                   | Martin Scorsese                      | Vann      |
| Los Angeles Film Critics Association Award | Best Supporting Actor           | Joe Pesci                            | Vann      |
| Los Angeles Film Critics Association Award | Best Supporting Actress         | Lorraine Bracco                      | Vann      |
| Los Angeles Film Critics Association Award | Best Cinematography             | Michael Ballhaus                     | Vann      |
| National Board of Review Award             | Best Supporting Actor           | Joe Pesci                            | Vann      |
| Boston Society of Film Critics Award       | Best Film                       | Irwin Winkler                        | Vann      |
| Boston Society of Film Critics Award       | Best Director                   | Martin Scorsese                      | Vann      |
| Boston Society of Film Critics Award       | Best Supporting Actor           | Joe Pesci                            | Vann      |
| Chicago Film Critics Association Award     | Best Film                       | Irwin Winkler                        | Vann      |
| Chicago Film Critics Association Award     | Best Director                   | Martin Scorsese                      | Vann      |
| Chicago Film Critics Association Award     | Best Supporting Actor           | Joe Pesci                            | Vann      |
| Chicago Film Critics Association Award     | Best Supporting Actress         | Lorraine Bracco                      | Vann      |
| Chicago Film Critics Association Award     | Best Screenplay                 | Martin Scorsese och Nicholas Pileggi | Vann      |
| Kansas City Film Critics Circle Award      | Best Film                       | Irwin Winkler                        | Vann      |
| Kansas City Film Critics Circle Award      | Best Director                   | Martin Scorsese                      | Vann      |
| Kansas City Film Critics Circle Award      | Best Supporting Actor           | Joe Pesci                            | Vann      |
| National Society of Film Critics Award     | Best Film                       | Irwin Winkler                        | Vann      |
| National Society of Film Critics Award     | Best Director                   | Martin Scorsese                      | Vann      |
| Bodilpriset                                | Bästa amerikanska film          | Martin Scorsese och Irwin Winkler    | Vann      |

## Eftermäle
Maffiabröder har med tiden blivit en av de mest hyllade gangsterfilmerna någonsin och ses som ett av Martin Scorseses viktigaste verk. Den stärkte hans status som en av Hollywoods främsta regissörer och bidrog till att befästa honom som en framgångsrik "skapare av gangsterfilmer". Även om Scorsese tidigare hade skildrat våld och kriminalitet i filmer som Dödspolarna och Taxi Driver, var Maffiabröder hans första verkliga gangsterfilm i klassisk mening. Filmens framgång ledde till att Scorsese återvände till gangsterberättelser i flera andra filmer, bland annat Casino (1995), The Departed (2006) och The Irishman (2019). Kritiker som Roger Ebert, Gene Siskel och Peter Travers utsåg den till 1990 års bästa film, och Scorsese röstades fram som årets bästa regissör i en kritikeromröstning.
Maffiabröder har sedan premiären fått långvarigt erkännande. Den rankas som nummer 92 på American Film Institutes (AFI) lista "100 Years...100 Movies (10th Anniversary Edition)" från 2007, och som nummer två bland gangsterfilmer, endast slagen av Gudfadern. År 2000 blev den utvald av USA:s kongressbibliotek för bevarande i National Film Registry som en "kulturellt betydelsefull" film. I brittiska Sight & Sounds omröstningar har filmen också placerat sig högt: nummer 48 i kritikernas lista 2012 och nummer 28 i regissörernas lista 2022. Den rankades dessutom som fjärde bästa film de senaste 25 åren. Writers Guild of America placerade manuset på plats 41 bland de bästa någonsin, medan Motion Picture Editors Guild under 2012 listade Maffiabröder som den femtonde bäst klippta filmen genom tiderna. BBC:s lista från 2015 placerade Maffiabröder som nummer 20 över de största amerikanska filmerna. Flera medier har också listat filmen högt: Time inkluderade den på sin lista över "All-Time 100 Movies", Empire satte den som nummer 6 i sin lista över de 500 bästa filmerna någonsin, och Total Film utsåg den till den bästa filmen genom tiderna. Joe Pescis rollfigur Tommy DeVito har också blivit ikonisk. Han rankades som en av de bästa rollfigurerna någonsin: på plats 96 i franska Première och plats 59 i Empires omröstning. Roger Ebert inkluderade filmen i sin lista över 1990-talets bästa filmer och beskrev den som en kombination av mänsklig insikt och fängslande berättande..
Filmen har haft stort inflytande på populärkulturen och andra filmskapare. Ett tydligt exempel är HBO:s succéserie Sopranos (1999–2007), där hela 27 skådespelare från Maffiabröder medverkar, bland dem Lorraine Bracco, Tony Sirico, Michael Imperioli, Frank Pellegrino, Tony Lip och Frank Vincent. Serien skapades av David Chase, som nämnt Maffiabröder som en direkt inspirationskälla. Filmen har också parodierats och hyllats i andra medier. I den animerade serien Animaniacs (1993–1998) fanns ett inslag kallat The Goodfeathers, där tre duvor var inspirerade av Liottas, De Niros och Pescis rollfigurer. I Luc Bessons film Farväl till maffian (2013) ser De Niros rollfigur på Maffiabröder i en scen, vilket blev en referens till hans tidigare roll. Scorseses användning av komplexa och icke-linjära berättartekniker satte en ny standard inom film. Flera regissörer har tagit intryck av Maffiabröder, inklusive Quentin Tarantino (De hänsynslösa, 1992), Paul Thomas Anderson (Boogie Nights, 1997), Steven Soderbergh (Out of Sight, 1998) och David O. Russell (American Hustle, 2013). Filmens rytmiska berättande och energiska stil banade väg för en ny generation filmskapare.
Under 2010 firades filmens 20-årsjubileum med en exklusiv visning på Museum of the American Gangster i New York, där Henry Hill själv deltog. Fem år senare, vid Tribeca Film Festival, visades en restaurerad version för att fira 25-årsjubileet. År 2012 påbörjade AMC planeringen av en TV-serie baserad på filmen, med Nicholas Pileggi och Jorge Zamacona som manusförfattare. År 2014 släppte ESPN dokumentären Playing for the Mob, som undersökte en spelskandal kopplad till Henry Hill. Dokumentären innehöll referenser till Maffiabröder och hade Ray Liotta som berättare. Filmens innehåll uppmärksammades 2020 när AMC började inkludera en innehållsvarning för tittare om fult språk och kulturella stereotyper på olika streamingtjänster.